# راج كومار سينغ غوتاما
راج كومار سينغ غوتاما (بالهندية: राजकुमार सिंह गौतम)‏ (بالإنجليزية: Raj Kumar Singh Gautam)‏ هو سياسي هندي، ولد في 18 أغسطس 1966 في الهند. حزبياً، نشط في Bahujan Samaj Party ‏.